# 2055
2055 — рік за григоріанським календарем. Це 2055 рік нашої ери, 55 рік 3 тисячоліття, 55 рік XXI століття, 5 рік 6-го десятиліття XXI століття, 6 рік 2050-х років.

## Вигадані події
- Кілька сцен фільму Ego Trip популярного мультсеріалу «Лабораторія Декстера» відбуваються 2055 року.
- Дія оповідання І грянув грім Рея Бредбері відбувається 2055 року.